# Теппер, Шери
Шери Стюарт Теппер (до замужества — Ширли Стюарт Дуглас) (англ. Sheri Stewart Tepper; 16 июля 1929, Литлтон (Колорадо) США — 22 октября 2016) — американская писательница, работающая в жанрах  научной фантастики, фэнтези, детектива, литературы ужасов и мистических романов. Известный представитель феминистской научной фантастики, часто с уклоном на экофеминизм.

## Биография
Вышла замуж в 1949 году, развелись. Будучи матерью-одиночкой с 2 детьми, около 10 лет работала на разных работах. Пробовала писать стихи и детские рассказы, под псевдонимом Шери С. Эберхарт. С 1962 по 1986 год работала в Rocky Mountain Planned Parenthood , была исполнительным директором.
После выхода на пенсию стала профессиональным писателем.

## Творчество
Литературным творчеством занялась достаточно поздно: её первый роман был опубликован лишь в 1983 году, положив начало эпическому циклу «Книги Истинной игры», который принес писательнице международную известность. Героями этой «трилогии трилогий» стали люди с необыкновенными способностями, живущие в жестко структурированном обществе, где каждый человек рассматривается как своего рода фигура в шахматной игре. В цикл вошли 3 «блока» романов, каждый из которых посвящен отдельному герою: «Питер» («Четверка для короля», «Девятка для некроманта», оба 1983; «Одиннадцать для колдуна», 1984), «Марвин Многоликий» («Песнь Марвина Многоликого», «Бегство Марвина Многоликого», «В поисках Марвина Многоликого», все 1985) и «Джиниан» («Джиниан Прорицательница основ», 1985; «Джиниан Звездоглазая», «Дочь дервиша», оба 1986).
В конце 1980-х годов увлеклась проблемами экологии и феминизма, что нашло отражение в её самом известном романе «Врата в страну женщин» (1988), живописующем матриархальную экоутопию, которая через 3 000 лет после глобальной ядерной катастрофы процветает на западном побережье бывших США.

## Другие фантастические произведения
- дилогия «Неспящие» («Северный берег», «Южный берег»; оба 1987),
- трилогия «Марианна» («Марианна, маг и мантикора», 1985; «Марианна, Мадам и преходящие боги», 1988; «Марианна, спичечная коробка и малахитовая мышь», 1989);

## Фантастические романы
- «Ревенанты» (1984),
- «После долгого молчания» (1987),
- «Трава» (1989),
- «Время собирать камни» (1990),
- «Красотка» (1991),
- «Интермедия» (1992),
- «Проклятие ангелов» (1993),
- «Конец тени» (1994),
- «Упадок и разрушение Гиббона» (1996),
- «Фамильное древо» (1997),
- «Танец шести лун» (1998),
- «Морской певец» (1999),
- «Фреска» (2000),
- «Посетитель» (2002)
- «Компаньоны» (2003);

## Детективы, написанные под псевдонимом Б. Дж. Олифант
- «Труп в кустах»,
- «Нежданный труп» (оба 1990),
- «Смерть по заслугам» (1992),
- «Смерть и преступник» (1993),
- «Смерть подают холодной» (1994)
- «Ритуальная смерть» (1996);

## Детективы, написанные под псевдонимом А. Дж. Орд
- «Убийство в тесном кругу» (1989),
- «Смерть и дрессировщик» (1990),
- «Смерть по старинке» (1992)
- «Воскресная смерть» (1994);

## Романы ужасов
- «Кровавое наследство» (1986),
- «Кости» (1987)
- «Натюрморт» (1983; под псевдонимом Э. Э. Хорак).

## Награды
- В 1990 получила премию «Хьюго» за лучший роман («Трава»).
- В 1992 получила премию «Локус» за лучший роман фэнтези («Beauty»)
- В ноябре 2015 года удостоена Всемирной премии фэнтези (World Fantasy Award) за достижения всей жизни.